# 1349 (banda)
1349 es una agrupación musical de black metal noruega fundada en 1997 por el vocalista y batería Ravn (Olav Bergene), los guitarristas Balfori (Lars Larsen) y Tjalve (André Kvebek) y el bajista Seidemann (Tor Risdal Stavenes) en Oslo, Noruega. El 31 de diciembre del año 2000 realizaron su primer concierto en Oslo, presentando a dos nuevos miembros: el batería de Satyricon, 
Frost y el guitarrista Archaon reemplazando a Balfori. Esta formación permaneció hasta junio de 2006, cuando Tjalve decidió dejar la banda para dedicarse por completo a su proyecto Pantheon I. Desde entonces, en los conciertos su puesto ha sido ocupado por músicos como Teloch, Blasphemer o Destructhor. En los conciertos en Estados Unidos, Tony Laureano ocupa el puesto en la batería, debido a que Frost no puede entrar a este país debido a problemas con su pasaporte.
La banda ha participado en festivales musicales como Hole in the Sky, Inferno, Hellfest o Wacken Open Air, han teloneado a bandas como Gorgoroth, Aeternus, Enslaved, Celtic Frost o Cadaver.
Desde su debut en 1997, han publicado cinco álbumes de estudio, dos EP y han grabado dos demos y un DVD. Entre sus influencias se destacan bandas de thrash metal como Celtic Frost, Venom, Hellhammer, Slayer o Motörhead y bandas de black metal como Darkthrone o Mayhem.
1349 fue el año en el que la peste negra asoló Noruega, matando entre el 50 y el 60% de su población.

## Historia

### 1997-2001

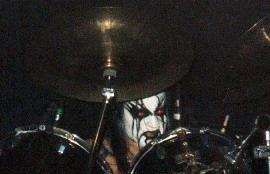
Frost en el concierto en Oslo, el 5 de mayo de 2001.

1349 se formó en 1997, cuando los exmiembros de la desaparecida banda Alvheim, Olav Bergene y André Kvebek se unieron a Tor Risdal Stavenes y Lars Larsen. Al año siguiente grabaron su primera demo (que nunca fue publicada); para entonces Bergene había pasado a llamarse Ravn y se encargaba de la voces y la batería, Stavenes se llamaba Seidemann y tocaba el bajo y Kvebek y Larsen se encargaban de las guitarras y se hacían llamar Tjalve y Balfori, respectivamente. Sin embargo, este último abandonó la banda debido a diferencias musicales y su puesto fue ocupado por Archaon (Idar Burheim). Con esta formación grabaron su segunda demo, Chaos Preferred (1999). Al año siguiente se unió a la banda el baterista de Satyricon, Frost (Kjetil-Vidar Haraldstad), haciendo que Ravn se encargara únicamente de cantar. El 31 de diciembre realizaron su primer concierto en Vega, Oslo.
En febrero del 2001 se publica su EP homónimo, que incluye una versión en vivo de la canción de Celtic Frost «The Usurper» en la que la batería es tocada por Ravn. El 5 de mayo realizaron su segundo concierto, en la sala John Dee de Oslo como teloneros de Gorgoroth y Audiopain. En agosto participaron por primera vez en el festival Hole in the Sky (Bergen) junto a bandas como Aura Noir o Destruction.

### 2002-2005
En abril de 2002 y 2003, la banda participó en el Inferno Metal Festival (Oslo). En febrero publicaron su primer álbum de larga duración, Liberation, que contiene un cover de «Buried By Time and Dust» de Mayhem. El 4 de julio realizan su primer concierto en el extranjero, en el festival With Full Force en Alemania. En noviembre realizaron su primera gira europea con Aeternus y Red Harvest, que pasó por Alemania, Austria, Suiza, Francia y Reino Unido.
El 4 de mayo de 2004, Candlelight Records publicó el segundo álbum de larga duración de la banda, Beyond the Apocalypse, que fue relanzado en 2006 en una edición de 666 copias que incluye un cover de la canción de Slayer «Haunting The Chapel». Es el primer álbum grabado con Frost como miembro oficial y el último en el que Ravn toca la batería. En agosto de ese mismo año participaron en dos festivales noruegos, el South of Heaven y el Hole in the Sky. En septiembre y octubre fueron los teloneros de Gorgoroth en la gira Twilight of the Idols Europe Tour en la que actuaron por primera vez en países como Dinamarca, República Checa, Eslovaquia y Hungría.
En octubre del año siguiente publicaron su tercer álbum de estudio, Hellfire, que contiene la canción «Sculptor of Flesh», para la cual fue grabado un videoclip que contiene imágenes de la banda con vídeos de cirugías. En noviembre volvieron a ser los teloneros de Gorgoroth en otra gira europea, en la que realizaron cinco conciertos en España, además de actuar por primera vez en Irlanda y Portugal.

### 2006-2007

1349 en el Hole in the Sky de 2006. De izquierda a derecha: Teloch y Ravn.

En abril de 2006, la banda anunció al puertorriqueño Tony Laureano como nuevo batería en vivo, debido a que Frost se encontraba muy ocupado grabando el álbum Now, Diabolical con Satyricon. En junio, Tjalve hizo oficial su salida de 1349, alegando que necesitaba más tiempo para concentrarse con sus proyectos Pantheon I y Sarkom. El guitarrista dejó el siguiente comunicado:

Recordaré a 1349 como la banda más diabólica y viciosa que ha pasado por la tierra, y estoy orgulloso de haber formado parte de ella. Estoy seguro de que continuarán afectando a la humanidad durante siglos.

En agosto tocaron por tercera vez en el festival Hole in the Sky y anunciaron a Teloch (Morten Bergeton Iversen) como nuevo guitarrista en vivo. En septiembre y octubre de 2006 la banda realizó su primera gira americana, Hellfire Strikes USA, como teloneros de la banda suiza Celtic Frost, que había publicado el álbum Monotheist, en el que contaron con la colaboración de Ravn. La gira se conformó de un total de 22 conciertos en Estados Unidos, Canadá y México.
En 2007, la banda volvió a realizar una gira americana y participó en importantes festivales europeos como el Hellfest (Francia), el Graspop (Bélgica) o el Wacken Open Air (Alemania). En octubre realizaron una gira por Inglaterra con dos nuevos músicos de sesión: el batería Mads Hardcore (Mads Gullbekkhei) y el guitarrista de Mayhem, Blasphemer (Rune Eriksen). Mientras tanto, Frost se encontraba en el hospital recuperándose de un accidente en el que se rompió la pierna.

### 2008-actualidad

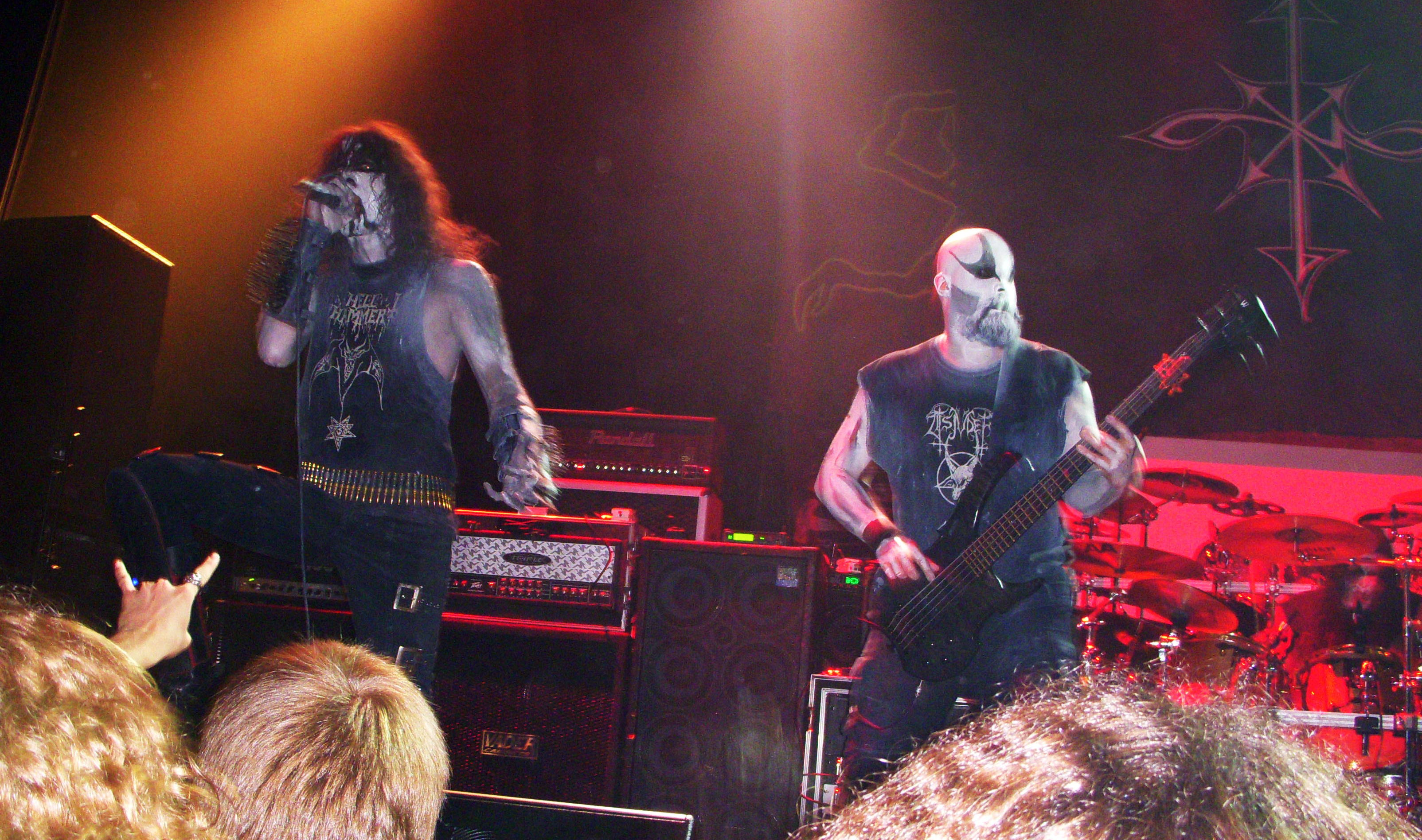
1349 actuando en San Francisco, el 19 de septiembre de 2008.

En marzo de 2008 volvieron a formar parte del cartel del Inferno Metal Festival, pero en esta ocasión contaron con la colaboración del líder de Celtic Frost Tom Gabriel Fischer en la canción «The Usurper». En julio se unió a la banda el guitarrista de Morbid Angel, Destructhor (Thor Anders Myhren) como músico de sesión. En septiembre de 1349 regresó a girar por Norteamérica, esta vez como los teloneros de Carcass. En diciembre de 1349 entró en los estudios Nyhagen (Bøverbru) para comenzar la grabación de su cuarto álbum de estudio, llamado Revelations of the Black Flame. El proceso de grabación terminó en enero del año siguiente y fue mezclado por Tom Gabriel Fischer, que también colaboró en la grabación de la versión de Pink Floyd «Set the Controls for the Heart of the Sun». El álbum fue publicado por Candlelight Records el 25 de mayo de 2009 y la versión limitada incluye un segundo disco con una actuación en vivo grabada en Estocolmo en 2005.
A comienzos de 2010 la banda firmó un contrato con Indie Recordings para la publicación de su quinto álbum de estudio en Europa, con Prosthetic Records distribuyéndolo en Norteamérica. El guitarrista Archaon dijo:

Después de una larga espera, estamos orgullosos de anunciar que hemos elegido a Indie Recordings como nuestra nueva discográfica. Estamos muy ansiosos de poner las cosas en movimiento con ellos, y están mirando hacia el futuro con un gran entusiasmo.

El nuevo álbum, titulado Demonoir, promete ser "un regreso al más tradicional sonido del black metal", y fue publicado el 26 de abril de 2010 en Europa y un día después en Norteamérica.
1349 estuvo de gira con Cannibal Corpse, Skeletonwitch y Lecherous Nocturne en el Evisceration Plague Tour, entre abril y mayo. La banda también actuó en los festivales Wacken Open Air y Summer Breeze Open Air en agosto de 2010.
Tras la primera semana de su publicación, Demonoir entró en la lista noruega de álbumes, alcanzando la posición 32 y convirtiéndose en el primer álbum de 1349 que lo consigue.

## Giras y festivales
Primeros conciertos
El primer concierto de 1349 fue realizado el 31 de diciembre en Vega (Oslo) como parte del festival New Years Party. Al año siguiente, ya con Frost como miembro oficial, participaron en el festival Hole in the Sky (Bergen) y realizaron una gira con Cadaver. El 4 de julio de 2003 realizaron su primer concierto en el extranjero, en el festival With Full Force en Alemania. En noviembre, la banda realizó su primera gira europea con Aeternus y Red Harvest.
Giras norteamericanas
1349 ha girado por Norteamérica en cuatro ocasiones. La primera vez fue en otoño de 2006 como teloneros de Celtic Frost y tocaron en ciudades como Nueva York, Montreal, Chicago, Portland o Toluca. La segunda gira fue al año siguiente y visitaron Nashville, Quebec, Hollywood o Albuquerque entre otras. En 2008, volvieron a Norteamérica, esta vez como teloneros de los británicos Carcass y en 2009 hicieron la cuarta gira, teloneando a Satyricon en un concierto de Springfield. En ninguna de estas giras pudieron contar con Frost, debido a que el batería tiene prohibido entrar en Estados Unidos por unos sucesos violentos realizados a principios de los 90.
Festivales
- Hole in the Sky en 2001, 2004 y 2006.
- Inferno Metal Festival en 2002, 2003 y 2008.
- With Full Force Festival en 2003 y 2008.
- Aalborg Metal Festival en 2004.
- Arnhem Metal Meeting en 2004.
- Månefestivalen en 2005.
- Metalmania en 2006 y 2007
- Hellfest en 2007.
- Graspop en 2007.
- Wacken Open Air en 2007. Confirmados para el 2010.
- Summer Breeze en 2010.
- Leyendas del Rock en 2017.

## Estilo
Los tres primeros álbumes de la banda fueron bien recibidos por la crítica y los fanes gracias a su velocidad y por mantener el sonido de la vieja escuela del black metal, aunque recibieron críticas negativas por su falta de originalidad.

## Discografía
| Álbumes de estudio - 2003: Liberation - 2004: Beyond the Apocalypse - 2005: Hellfire - 2009: Revelations of the Black Flame - 2010: Demonoir - 2014: Massive Cauldron of Chaos - 2019: The Infernal Pathway - 2024: The Wolf and the King | EP - 2000: 1349 Demos - 1998: Demo - 1999: Chaos Preferred Videos musicales - 2005 Sculptor of Flesh |

## Miembros

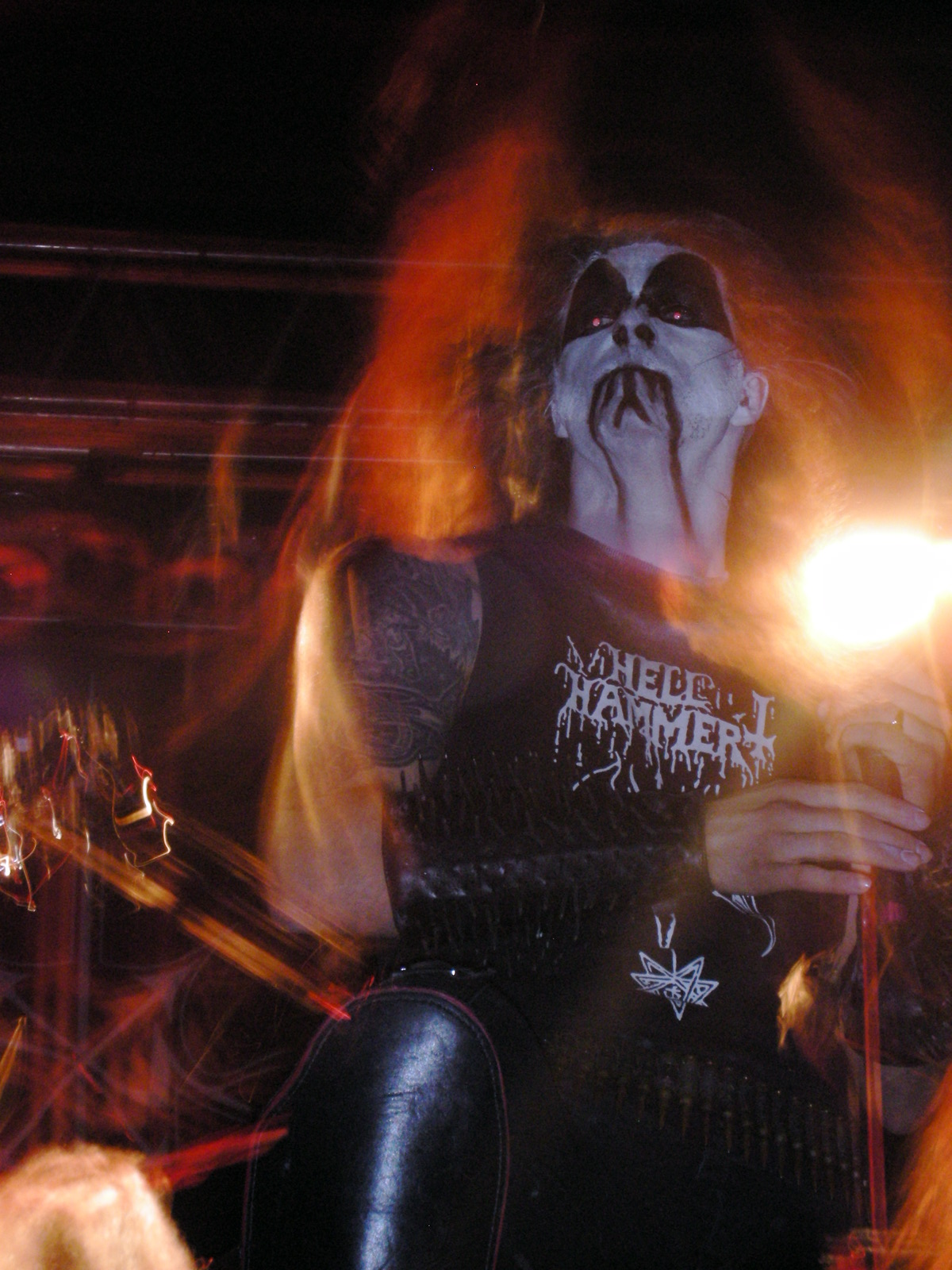
Ravn voz, batería
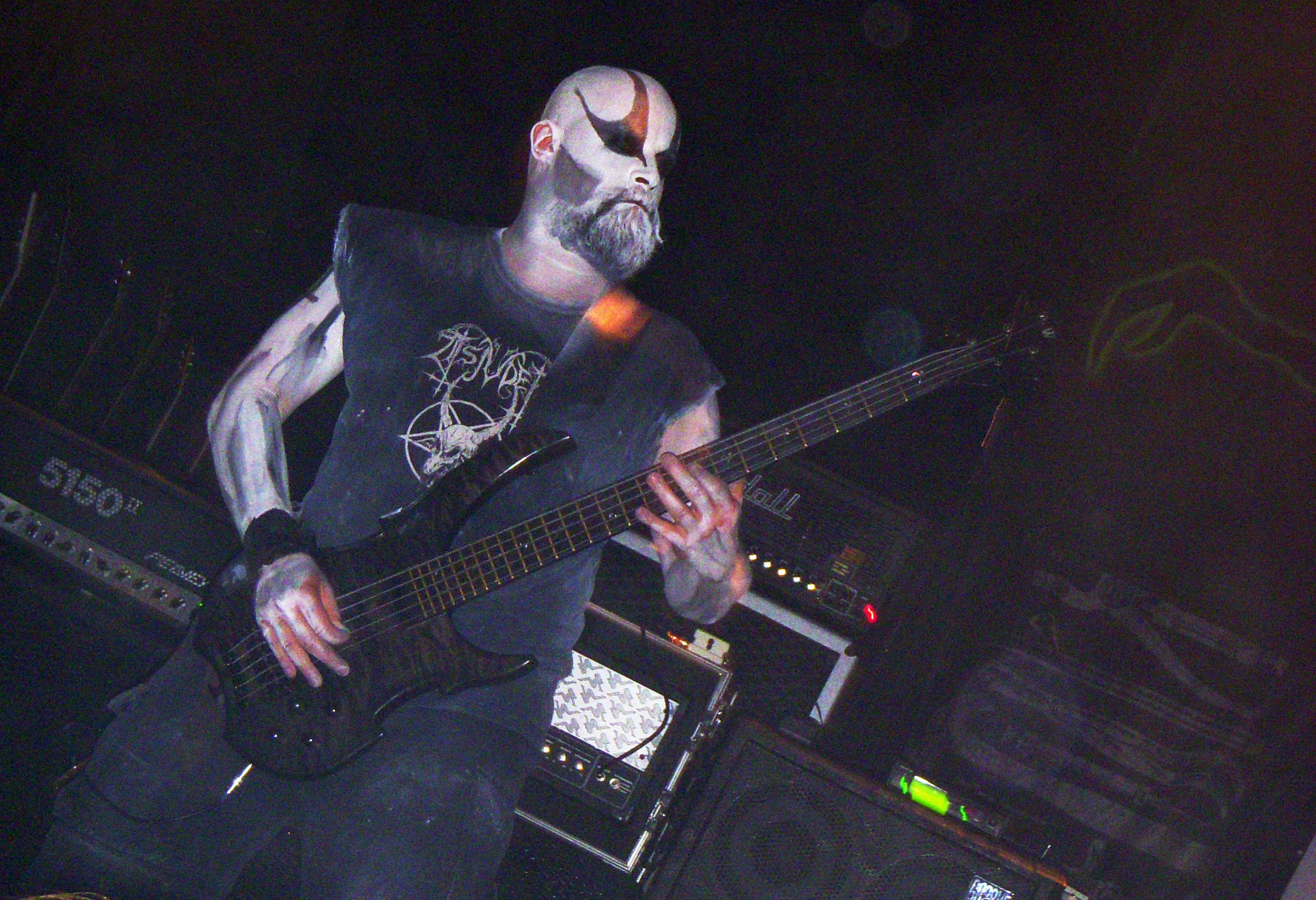
Seidemann bajo
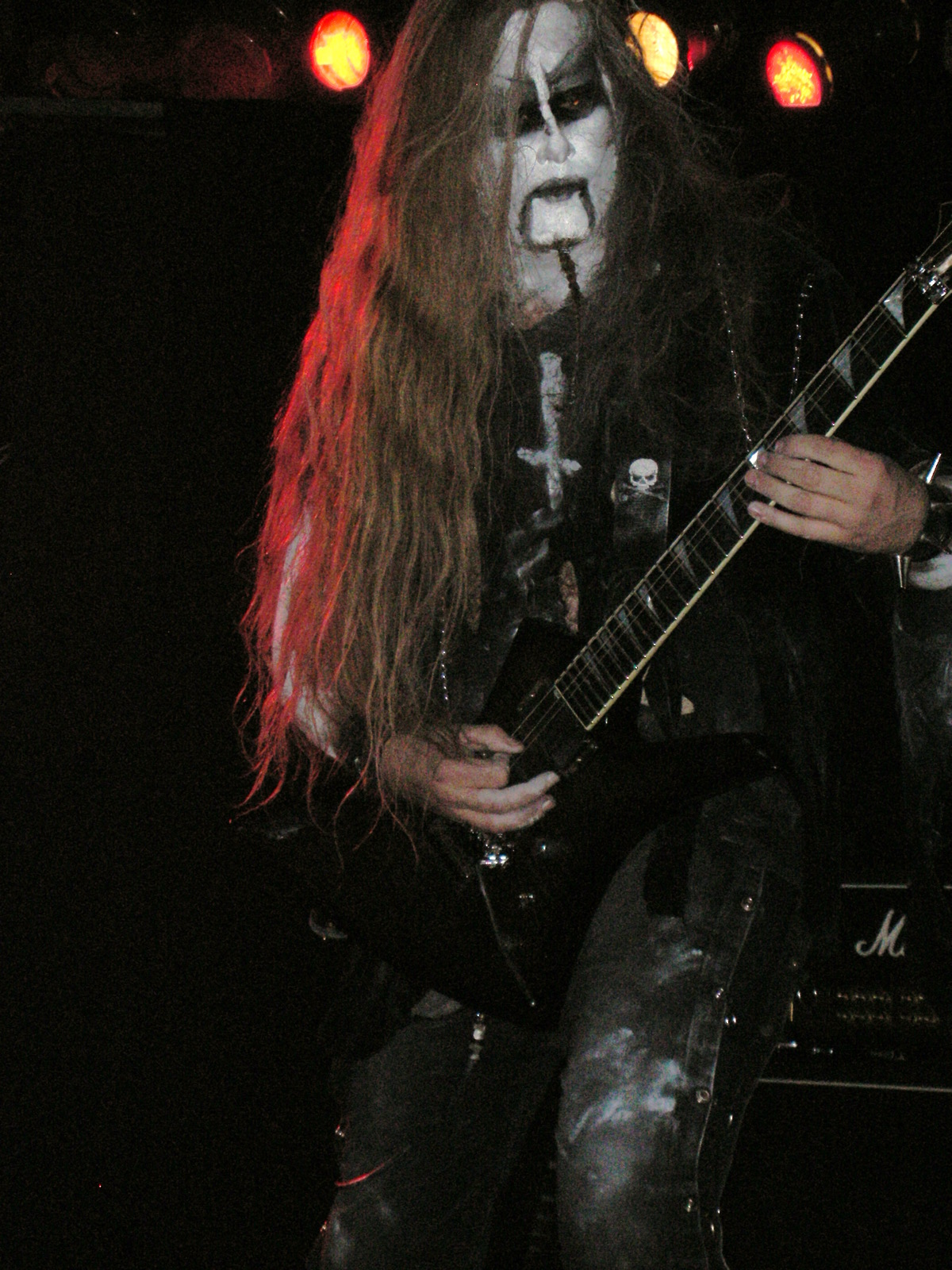
Archaon guitarra
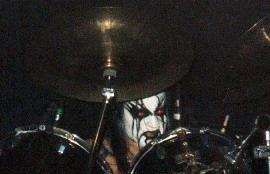
Frost batería

| Nombre                  | Alias          | Actividad                                           | Instrumento          |
| ----------------------- | -------------- | --------------------------------------------------- | -------------------- |
| Olav Bergene            | Ravn           | 1997 – presente                                     | Vocalista y batería  |
| Idar Burheim            | Archaon        | 1999 – presente                                     | Guitarra             |
| Tor Stavenes            | Seidemann      | 1997 – presente                                     | Bajo                 |
| Kjetil-Vidar Haraldstad | Frost          | 2000 – presente                                     | Batería              |
| Miembros anteriores     |                |                                                     |                      |
| Lars Larsen             | Balfori        | 1997 – 1998                                         | Guitarra             |
| André Kvebek            | Tjalve         | 1997 – 2006                                         | Guitarra             |
| Músicos de sesión       |                |                                                     |                      |
| Morten Bergeton Iversen | Teloch         | 2006 – presente                                     | Guitarra             |
| Tony Laureano           |                | 2006 – presente                                     | Batería              |
| Mads Gullbekkhei        | Mads Hardcore  | 2007 tour en Inglaterra – Festivales en Europa 2008 | Batería              |
| Rune Eriksen            | Blasphemer     | 2007                                                | Guitarra             |
| Thor Anders Myhren      | Destructhor    | 2008 – presente                                     | Guitarra             |
| Tony Ingibergson        | Secthdamon     | 2009 – presente                                     | Guitarra             |
| Morten Müller           |                | 2009 – presente                                     | Bajo                 |
| Tom Gabriel Fischer     | Tom G. Warrior | 2008 y 2009                                         | Bajo, voz y guitarra |